# Joel Sternfeld
Joel Sternfeld (New York, 30 giugno 1944) è un fotografo statunitense, conosciuto soprattutto per le sue fotografie a colori in grande formato.

## Vita e opere
Joel Sternfeld si forma al Dartmouth College, nel New Hampshire.
Comincia ad approcciarsi alla fotografia nel 1969, usando una camera a pellicola 35 mm. Già dagli esordi emergono delle caratteristiche che diverranno tipiche dei suoi lavori: l'attenzione per lo spazio urbano e l'uso del colore. Le foto del "primo periodo" fotografico di Sternfeld (1969-1980) sono raccolte nel libro "First Pictures".
Nel 1987 viene pubblicato il libro "American Prospects", a oggi il progetto più famoso del fotografo statunitense. Il libro si concentra su temi sociali, raccontati attraverso scatti di vita quotidiana contenenti un sottile umorismo. È stato interpretato come un prosieguo del lavoro di fotografi come Walker Evans e Robert Frank.
Sternfeld continua la sua indagine sul paesaggio americano con "On this Site: Landscape in Memoriam" (1997), in cui fotografa i luoghi dove sono avvenuti atti di violenza, accompagnando le foto con una breve descrizione di cosa è successo.
Nel 2001 Sternfeld pubblica "Strangers Passing": una raccolta di ritratti fatti in un decennio a individui considerati ordinari.